# Hillside Boys
"Hillside Boys" é uma canção da cantora alemã Kim Petras, lançada como segundo single da projeto não oficial da artista, Era 1, em 22 de setembro de 2017 para download digital e plataformas de streaming. 
"Hillside boys" é uma canção pop, eletropop e dance-pop e foi composta por Kim Petras, Lukasz Gottwald (Dr. Luke), Aaron Joseph e Jon Castelli.
A música é sobre uma aventura de verão que Petras tem com um 'hillside boy'. Ela inevitavelmente fica triste quando a aventura termina.